# Fužine
Fužine est un village et une municipalité située dans le comitat de Primorje-Gorski Kotar, en Croatie. Au recensement de 2001, la municipalité comptait 1 855 habitants, dont 91,16 % de Croates et le village seul comptait 814 habitants.

## Localités
Depuis 2006, la municipalité de Fužine compte 6 localités :
- Belo Selo
- Benkovac Fužinski
- Fužine
- Lič
- Slavica
- Vrata